# Nacho Vigalondo Palacios
Ignacio Vigalondo Palacios (Cabezón de la Sal, 6 d'abril de 1977) és un director espanyol de cinema.

## Biografia
Va estudiar en la Universitat del País Basc, però no va acabar els estudis de Comunicació Audiovisual. Guionista de curts com a Pornografía o Tomar algo por ahí y eso, que compaginava amb petits papers en anuncis i diversos programes televisius, el seu curt 7:35 de la mañana va ser nominat als Premis Oscar de 2004 en la categoria de millor curtmetratge. Vigalondo participa en l'obra com a director, protagonista, guionista i compositor de la música. Al seu costat actuen Marta Belenguer o Alejandro Tejería, de qui és amic des de la infància.
Ha dirigit altres curts, com a Choque, la trilogia Código 7, Domingo o Una lección de cine i el 28 de juny de 2008 va estrenar el seu primer llargmetratge, Los cronocrímenes on hi actua al costat de Karra Elejalde, Bárbara Goenaga, Juan Inciarte i Candela Fernández. El film va ser presentat al Festival Internacional de Cinema Fantàstic de Sitges de 2007.
A més Vigalondo ha estat guionista de programes de televisió com Gran Hermano (en la seva segona edició a Espanya), Vaya semanita (durant un curt període) o Agitación + IVA.
El 2008 i 2009 va dirigir diversos esquetxos pel programa de televisió Muchachada Nui com: Regreso al futuro IV y El hombre elefante 2. A més de la seva carrera al cinema, també és coautor al costat de Tejería de la cançó humorística Me huele el pito a canela.
Té pendent el guió del llargmetratge Noches transarmónicas, pel·lícula de caràcter experimental que dirigirà César Velasco Broca. A més, el 2009 es va anunciar la pel·lícula Gangland, guionitzada per Pat Healy sobre una idea del propi Vigalondo.
El juliol de 2010 va començar a rodar Extraterrestre, al costat de Michelle Jenner, Julián Villagrán, Carlos Areces i Raúl Cimas, pel·lícula que es va estrenar a Espanya el 23 de març de 2012.
El 2013 va dirigir el primer videoclip del LP Inpronta, de Lori Meyers, que compta en el repartiment amb Ignatius Farray, Bárbara Goenaga, Carlos Vermut i la pròpia banda. Aquest mateix any va començar el rodatge del seu tercer llargmetratge, Open Windows, que es va estrenar el 2014. Aquesta pel·lícula va ser el seu debut rodant en anglès i tenia com a protagonistes Elijah Wood i Sasha Grey. Sobre l'actriu, Vigalondo va dir que "No vaig pensar en Sasha Grey en un primer moment, no vaig cometre la bogeria d'escriure un guió pensant en ella. Va arribar després i s'hi va ajustar com un guant".
El 2016 va rodar el seu quart llargmetratge, Colossal amb Anne Hathaway com a protagonista principal.
El 2019 va dirigir amb Borja Cobeaga la telesèrie d'humor Justo antes de Cristo per Movistar+.

### Controvèrsies
Col·laborava amb un bloc per a El País i va ser protagonista d'un anunci de publicitat d'aquest periòdic. Es va veure embolicat en una forta polèmica després de publicar en Twitter bromes sobre l'Holocaust, arran de la qual cosa, el 3 de febrer de 2011, es va veure obligat a suspendre el seu bloc. El diari El País va cancel·lar la campanya de publicitat protagonitzada pel director per considerar les bromes d'aquest "inacceptables i incompatibles amb la seva línia editorial".
En 2015 després d'anunciar el seu projecte de pel·lícula Colossal (protagonitzat per Anne Hathaway) pel·lícula que ell va definir com "la pel·lícula més barata de Godzilla de la història” i haver dit a Cannes que era un encreuament entre Being John Malkovich i la pròpia Godzilla, va ser denunciat per la productora japonesa Toho, propietària dels drets del famós monstre, davant la Cort de Califòrnia per produir, publicitar i vendre “de manera descarada” una versió no autoritzada de Godzilla.

## Filmografia

### Com a director
| Pel·lícules y curtmetratges | Pel·lícules y curtmetratges        | Pel·lícules y curtmetratges | Pel·lícules y curtmetratges | Pel·lícules y curtmetratges |
| Any                         | Títol                              | Format                      | Gravació                    |                             |
| --------------------------- | ---------------------------------- | --------------------------- | --------------------------- | --------------------------- |
| 1999                        | Una lección de cine                | Curtmetratge                | Vídeo                       |                             |
| 2002                        | Código 7                           | Trilogia de curtmetratges   | Vídeo                       |                             |
| 2003                        | 7:35 de la mañana                  | Curtmetratge                | 35 mm                       |                             |
| 2005                        | Choque                             | Curtmetratge                | 35 mm                       |                             |
| 2005                        | Domingo                            | Curtmetratge                | HDV                         |                             |
| 2007                        | Cháchara                           | Curtmetratge                | Vídeo                       |                             |
| 2007                        | Cambiar el mundo                   | Curtmetratge                | Móvil NokiaN95              |                             |
| 2007                        | Los cronocrímenes                  | Llargmetratge               | S16mm                       |                             |
| 2009                        | Quiero dormir                      | Curtmetratge / Publicitat   | RedOne                      |                             |
| 2009                        | Marisa                             | Curtmetratge                | HDV                         |                             |
| 2011                        | Extraterrestre                     | Llargmetratge               | RedOne                      |                             |
| 2012                        | Go back to Spain (de Bravo Fisher) | Videoclip                   | ¿?                          |                             |
| 2012                        | ABCs of Death: A is for Apocalypse | Curtmetratge                | ¿?                          |                             |
| 2013                        | Planilandia (de Lori Meyers)       | Videoclip                   | ¿?                          |                             |
| 2014                        | Open Windows                       | Llargmetratge               |                             |                             |
| 2016                        | Colossal                           | Llargmetratge               |                             |                             |
| 2017                        | Te lo digo a ti (de Vetusta Morla) | Videoclip                   |                             |                             |
| 2019                        | El vecino                          | Sèrie de televisió          |                             |                             |

### Com a actor
| Pel·lícules i curtmetratges | Pel·lícules i curtmetratges | Pel·lícules i curtmetratges | Pel·lícules i curtmetratges                        | Pel·lícules i curtmetratges |
| Any                         | Títol                       | Format                      | Director/s                                         | Personatge                  |
| --------------------------- | --------------------------- | --------------------------- | -------------------------------------------------- | --------------------------- |
| 2000                        | Sabotage!                   | Llargmetratge               | Esteban i José Miguel Ibarretxe                    | Soldat                      |
| 2002                        | Snuff 2000                  | Curtmetratge                | Borja Crespo                                       | Rubberface                  |
| 2002                        | Código 7                    | Trilogia de curtmetratges   | Nacho Vigalondo                                    | Narrador                    |
| 2003                        | El elefante del rey         | Curtmetratge                | Víctor García León                                 | Juan jove                   |
| 2003                        | 7:35 de la mañana           | Curtmetratge                | Nacho Vigalondo                                    | Tipo                        |
| 2003                        | El tren de la bruja         | Curtmetratge                | Koldo Serra                                        | Cap tallat                  |
| 2004                        | The Birthday                | Llargmetratge               | Eugenio Mira                                       | Cambrer                     |
| 2005                        | Huir a Toca Teja            | Curtmetratge                | Pablo Aragüés                                      | ¿?                          |
| 2005                        | Choque                      | Curtmetratge                | Nacho Vigalondo                                    | Diego                       |
| 2006                        | La máquina de bailar        | Llargmetratge               | Óscar Aibar                                        | Ballarí                     |
| 2006                        | El síndrome de Svensson     | Llargmetratge               | Kepa Sojo                                          | ¿?                          |
| 2007                        | Los Cronocrímenes           | Llargmetratge               | Nacho Vigalondo                                    | Científic                   |
| 2007                        | Foxy Lady                   | Curtmetratge                | Álvaro Oliva                                       | ¿?                          |
| 2007                        | La gran revelación          | Curtmetratge                | Santiago de Lucas, José Antonio Salvador Hernández | Dr. Terlenko                |
| 2008                        | La aventura de Rosa         | Curtmetratge                | Ángela Armero                                      | ¿?                          |
| 2012                        | La chispa de la vida        | Llargmetratge               | Álex de la Iglesia                                 | Martín                      |
| 2013                        | Desde el Infierno           | Llargmetratge               | Luis Endera                                        | Luis                        |
| 2014                        | Open Windows                | Llargmetratge               | Nacho Vigalondo                                    | Richy Gabilondo             |
| 2015                        | Videoclub                   | Curtmetratge                | Àlam Raja                                          | Nacho                       |
| 2015                        | Camino                      | Llargmetratge TV            | Josh C. Waller                                     | Guillermo                   |
| 2020                        | Veneno                      | Sèrie TV                    | Javier Calvo i Javier Ambrossi                     | Juan Antonio Canta          |
| 2023                        | La mesías                   | Sèrie TV                    | Javier Calvo i Javier Ambrossi                     | Bertín Monsalve             |

## Premis i nominacions
Premis Oscar
| Any  | Categoria           | Pel·lícula        | Resultat |
| ---- | ------------------- | ----------------- | -------- |
| 2004 | Millor curtmetratge | 7:35 de la mañana | Nominat  |

Premis Goya
| Any  | Categoria              | Pel·lícula        | Resultat |
| ---- | ---------------------- | ----------------- | -------- |
| 2007 | Millor director novell | Los cronocrímenes | Nominat  |

Uns altres guardons
- Premi del públic al millor curtmetratge en el Festival de cinema fantàstic de Suècia per 7:35 de la mañana.
- Premi al millor curtmetratge al festival Cinema Jove de València per 7:35 de la mañana.
- Premi al millor guió al festival "La Boca del Lobo" de Madrid per "7:35 de la mañana".
- Premi al millor curtmetratge a Sotocine (Muestra de cortos y largos de Cantabria) per 7:35 de la mañana, el 2005.
- Nominado al millor curtmetratge europeu per 7:35 de la mañana.
- Premi del públic al millor curtmetratge a Fotogramas en Corto per Choque.
- Premi del públic al VII Festival de curtmetratges Sonorama 2006 per Choque.
- Premi a la Millor Pel·lícula a Festival de Cinema Fantàstico d'Austin (Texas, EUA) per Los Cronocrímenes.
- Medalla de Plata del Públic al Festival de Cinema Fantàstic d'Austin per Los Cronocrímenes.
- Premi a la Millor Pel·lícula al Festival de Cinena de Trieste (Itàlia) per Los Cronocrímenes.
- Premi a la Millor "Pel·lícula Jove 2008", festival Abycine, Albacete (Espanya) per "Los Cronocrímenes".